# Lothar von Faber

Lothar von Faber

Johann Lothar Freiherr von Faber (* 12. Juni 1817 in Unterspitzgarten bei Stein (Mittelfranken); † 26. Juli 1896 in Stein) war ein deutscher Großindustrieller.

## Leben
Lothar von Faber wurde als Sohn des Stiftmachers Georg Leonhard Faber (1788–1839) und der Sophia Kupfer (1790–1845) geboren. Er war ein Enkel von Anton Wilhelm Faber. Sein Vater schickte den neunzehnjährigen Lothar im Jahr 1836 für drei Jahre zur Weiterbildung nach Paris und ein halbes Jahr nach London. In Paris eignete er sich die Grundkenntnisse des Conté’schen Verfahrens an und in London begegnete er dem führenden Bleistiftfabrikanten, der das Vorkommen des Cumberland-Graphits unter sich hatte. Lothar von Faber sammelte wertvolle Erfahrungen, die ihm später von Nutzen sein sollten.
Im Jahr 1839 übernahm Lothar von Faber nach seinem dreijährigen Lehraufenthalt in Paris die von seinem Urgroßvater Kaspar Faber 1761 in Stein gegründete Bleistiftfabrik A. W. Faber (heute Faber-Castell). Damit löste er seinen Vater Georg Leonhard Faber ab.

### Das Unternehmen unter Lothar von Faber

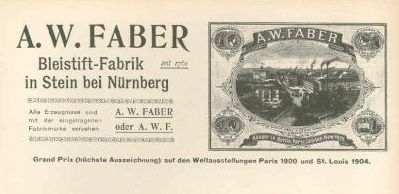
Briefkopf der Firma A.W. Faber um 1900

Als Lothar von Faber nach dem Tod seines Vaters die kleine Fabrik übernahm, stand das Unternehmen am Rande des Ruins. Der Geschäftsmann stellte das Produktionsverfahren um, schaffte Maschinen an und nahm seinen Bruder Johann als Teilhaber in die Gesellschaft auf. Den jüngsten Bruder Eberhard betraute er 1849 mit der Leitung der ersten Auslandsfiliale in New York. Lothar von Faber selbst übernahm den Vertrieb im Ausland und bereiste mit seiner Musterkollektion zahlreiche Länder. Faber führte bedeutende Verbesserungen in die Bleistiftfabrikation ein und machte seine Fabrik zu einem der führenden Unternehmen in der Bleistiftherstellung. Er errichtete Zweigstellen in New York, Paris, London, Berlin und betrieb Agenturen in Wien und Sankt Petersburg. Er beschäftigte über 1200 Arbeiter.
Die Firma gewann einen neuen Aufschwung, als Lothar von Faber 1856 durch einen Vertrag das Recht auf die alleinige Benutzung des in Ostsibirien (Sajangebirge) entdeckten Graphits erwarb. Zudem errichtete er in Geroldsgrün eine Fabrik für Schiefertafeln, Tafelkreide und Schwämme. Im Jahr 1864 wurde er zum lebenslangen Mitglied des Bayerischen Reichsrats ernannt und 1881 in den erblichen Freiherrenstand erhoben.

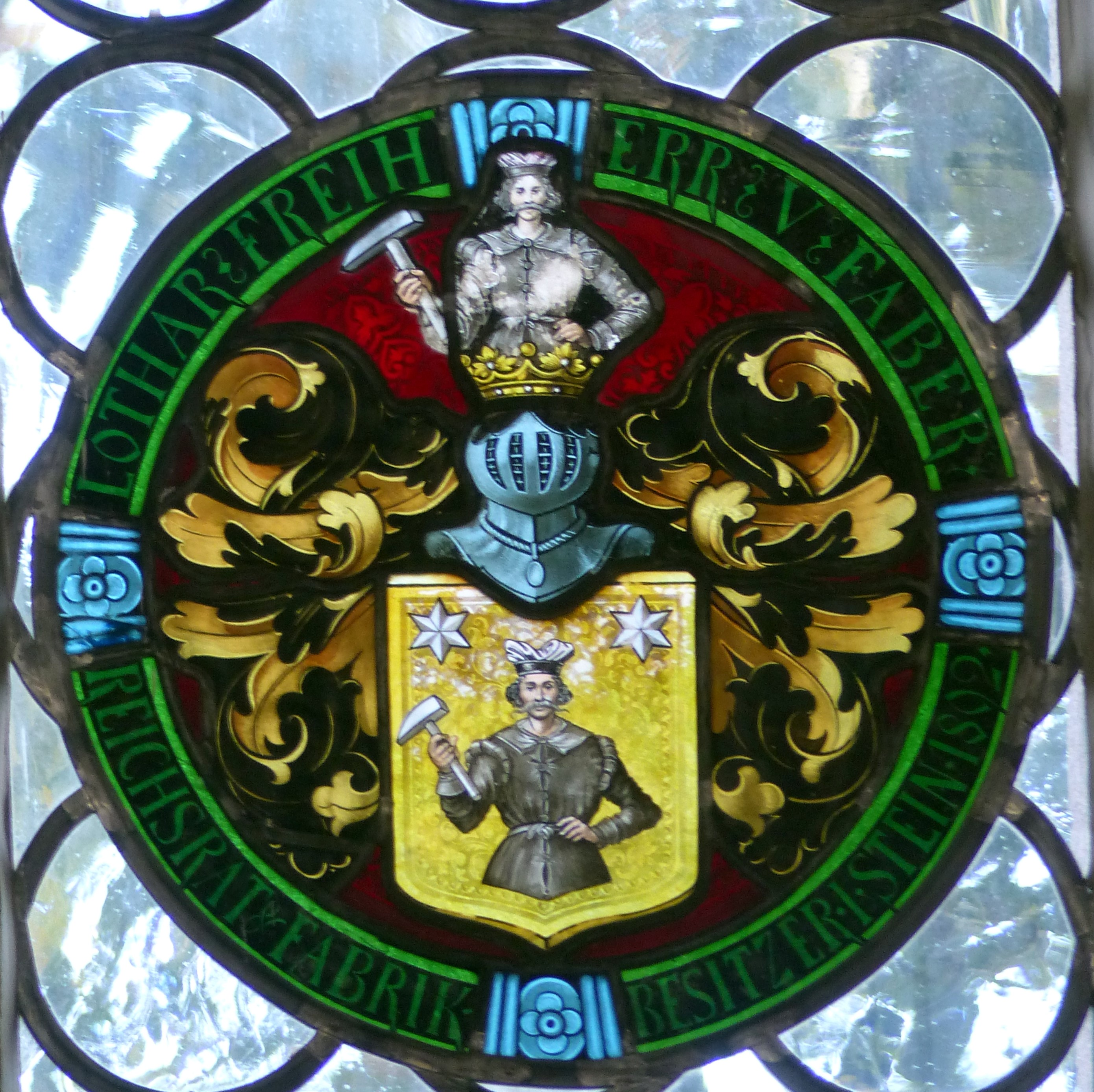
Wappen von Lothar Freiherrn von Faber, Pfarrkirche Wendelstein

1874 brachte er eine Petition in den Reichstag ein. Diese war Veranlassung für das Gesetz über den Markenschutz, das am 1. Mai 1875 in Kraft trat und zunächst nur bildliche Marken schützte.
Faber heiratete am 1. August 1847 seine Nichte Frederike Albertine Sophie Ottilie Richter (* 14. Januar 1831; † 29. Januar 1903). Der einzige Sohn dieser Verbindung war Karl Friedrich Wilhelm von Faber (* 1. September 1851; † 27. Juni 1893), der mit seiner Cousine Bertha Johanna Faber (* 11. April 1856), Eberhards Tochter, verheiratet war, jedoch vor dem Vater verstarb.
Lothar Freiherr von Faber starb am 26. Juli 1896 in Stein.
Das Unternehmen ging zunächst in die Hände seiner Witwe über, dann an die Enkelin Sophie Ottilie, die 1898 den Grafen Alexander zu Castell-Rüdenhausen heiratete und mit ihm die Familie der Grafen von Faber-Castell begründete. Daraus ergab sich auch der Firmenname A. W. Faber-Castell sowie der bis heute gültige Markenname Faber-Castell.

### Soziales Engagement und Ehrungen
Bereits 1844 ließ Lothar von Faber eine Betriebskrankenkasse einrichten, die heutige BKK Faber-Castell & Partner. Für Mitarbeiter, die länger als 25 Jahre bei ihm gearbeitet hatten, schuf er einen Fonds. Die Einrichtung eines Kindergartens, Arbeiterbäder und die Fabrikbibliothek rundeten sein Engagement ab. Auch die Gemeinde Stein partizipierte am Erfolg des Unternehmers. Faber war maßgeblich am Bau der evangelischen Kirche sowie an der Errichtung von 20 Arbeiterwohnhäusern in Stein beteiligt. An der Gründung einer Gewerbeanstalt in Nürnberg beteiligte er sich im Jahr 1869. Am 21. Februar 1883 bat der Freiherr das Königlich Bayerische Staatsministerium des Inneren um die Bewilligung einer Lebensversicherungs-Gesellschaft, worauf im Folgejahr die Nürnberger Lebensversicherungs-Bank gegründet wurde. Hieraus entwickelte sich die heutige Nürnberger Versicherung mit Sitz in Nürnberg.
Zudem wurden von ihm gemeinsam mit seiner Frau mehrere Stiftungen ins Leben gerufen.
Wegen seiner Bedeutung als Großindustrieller und seines sozialen Engagements wurde ihm 1861 das Ehrenbürgerrecht der Stadt Nürnberg verliehen. Die Staatliche Berufliche Oberschule Nürnberg wurde nach ihm benannt.